# Lerbäck (Askersund)
Lerbäck ist eine Ortschaft (Småort) in der schwedischen Provinz Örebro län, der im Nordosten der Gemeinde Askersund liegt.

## Geografie und Geschichte
Lerbäck liegt in Zentralschweden im Süden der Provinz Örebro län zirka zehn Kilometer nordöstlich von Askersund, dem Hauptort der gleichnamigen Gemeinde.
Im Zuge der Kommunalreform von 1862 mit der Einführung einer ersten schwedischen Gemeindeordnung wurde Lerbäck Sitz einer gleichnamigen Gemeinde. Diese wurde im Zuge der Modernisierung der kommunalen Verwaltungsstruktur zwischen 1952 und 1971 reformiert und letztlich mit dem Übergang in die Gemeinde Askersund aufgelöst.

## Verkehr
Der nicht mehr bediente Bahnhof der Ortschaft liegt an der Eisenbahnstrecke zwischen Hallsberg und Mjölby, zudem war der Ort Endbahnhof der schmalspurigen Bahnstrecke Askersund–Skyllberg–Lerbäck.
Die Reichsstraße 50, auch Bergslagsdiagonalen genannt, führt an der Ortschaft vorbei.

## Wirtschaft
Lerbäck ist wie die umgebenden Ortschaften vom Hüttenwesen und der Holzwirtschaft geprägt. 

## Kirchspiel Lerbäck

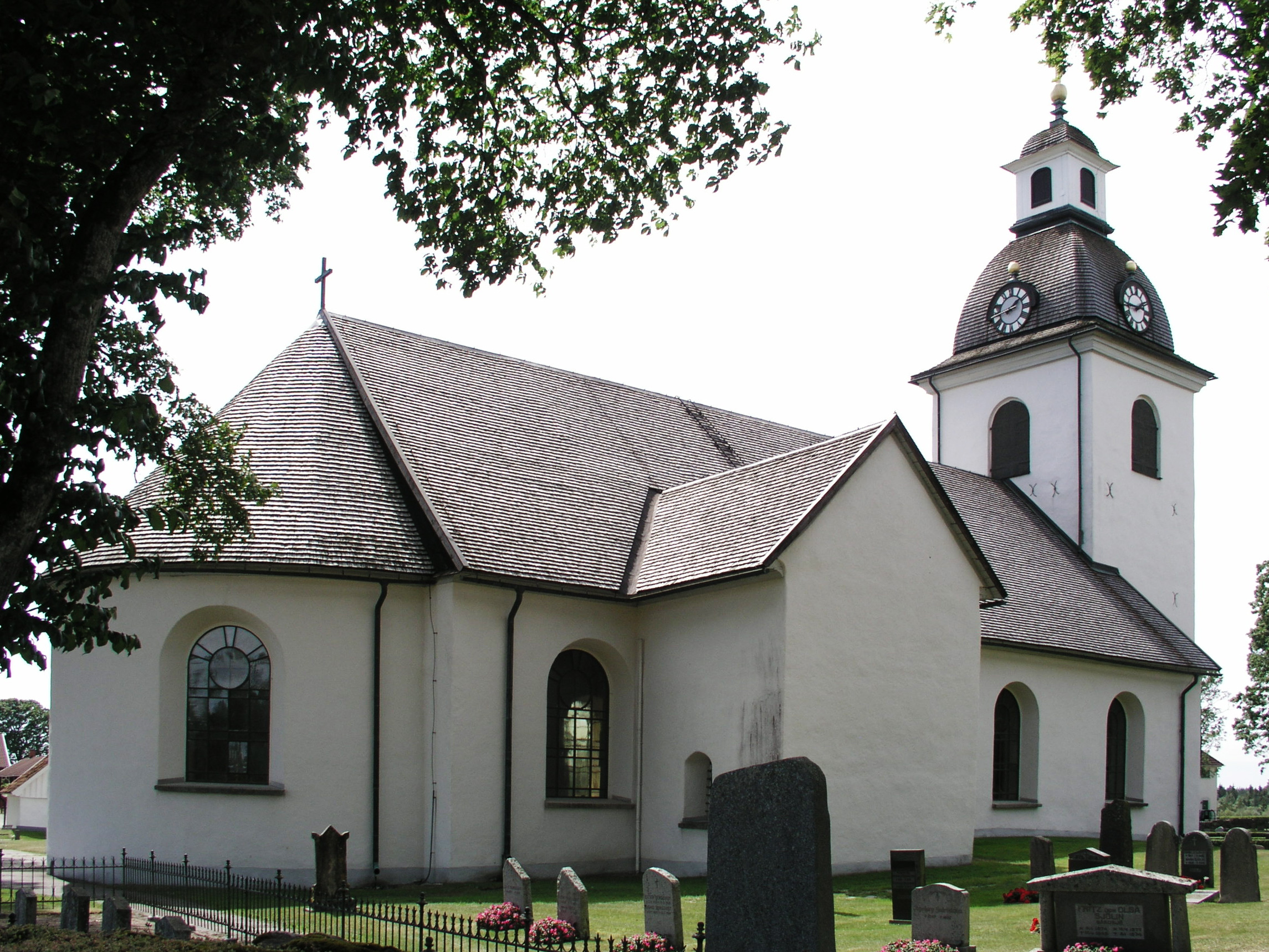
Lerbäcks kyrka

Das gleichnamige Kirchspiel, das heute die Ortschaften Åsbro, Rönneshytta, Mariedamm und Skyllberg umfasst, gehörte bis 1595 zum in Snavlunda beheimateten Pastorat, ehe es bis 1962 Sitz eines eigenen Pastorates war.
Die zwischen 1783 und 1876 an Stelle einer vormals abgebrannten Kirche erbaute Lerbäcks kyrka liegt etwas außerhalb der Ortschaft in nordöstlicher Richtung. Sie war zeitweise Sitz des regionalen Berggerichts.

## Persönlichkeiten
- Sven-Olof Walldoff (1929–2011), Dirigent, Komponist und Musikproduzent